# Au pair

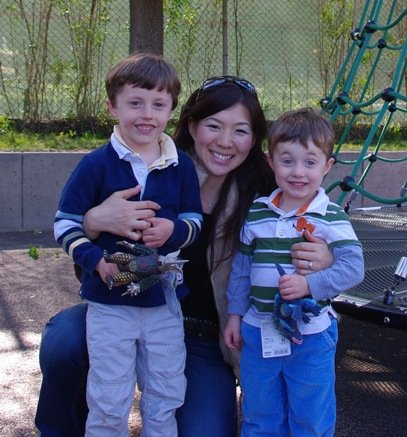
Учасниця програми з дітьми приймаючої родини

Au pair (від фр. séjour au pair, читається «о пер») — програма культурного обміну, яка дає можливість молоді подорожувати та жити в іншій країні, мешкаючи в іншій родині. В обмін на особисте місце проживання, харчування та кишенькові гроші учасник програми доглядає за дітьми та виконує легку домашню роботу. Термін перебування у родині, як правило, становить один рік. Також терміном au pair називають учасника програми.

## Історія назвиau pair
Назва походить від французького терміну фр. au pair, що значить «на рівні» або «рівний з», що підкреслює те, що au pair та інші члени родини є рівноправними: вважається, що au pair має стати частиною родини на якийсь час, а не працівником. Найкращим результатом від таких відносин є обмін культурним надбанням кожної зі сторін.

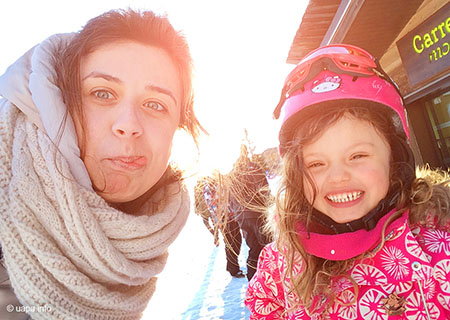
Наталія Палчей, учасниця програми Au Pair у Бельгії від Української Au Pair Асоціації

## Загальні умови участі
З метою досягнення головної цілі програми – вивчення іноземної мови, розширення культурного кругозору іноземної молоді та глибокого пізнання життя європейців зсередини, Радою Європи було прийнято рішення, щоб в якості приймаючої сторони виступали не школи та університети, в яких молодь буде вивчати лише іноземну мову, а безпосередньо європейські сім’ї. Це означає, що під час перебування закордоном, Ви проживаєте в приймаючій родині, котра Вас запросила, як член сім’ї, з його правами та обов’язками.
Тривалість програми aupair становить 6-12 місяців. Від учасників програми зазвичай вимагаються:
- Хороші базові знання мови приймаючої країни
- Мінімальний вік 18 років, найвищий вік — 26 років (можливі винятки)
- Неодружений і бездітний
- Фізичне і психічне здоров'я, витривалість
- Володіння навичками і задоволення у догляді за дітьми (наприклад, робота з молоддю, практика у дитячих закладах, педагогічна практика)
- Досвід домашньої роботи і бажання допомагати в побуті
- Готовність до співпраці та інтеграції
- Самостійність, відповідальність та гнучкість
- Співпраця не пов'язана з віросповіданням. Перевага надається тим хто не палить. Водійське посвідчення не обов'язкове, але бажане в сільській місцевості.

Між au pair (учасником програми) і приймаючою родиною укладається договір, в якому зазначаються права та обов’язки au pair, а так само права і обов’язки приймаючої родини. У всіх країнах даний договір необхідно затвердити в спеціальному державному відомстві, співробітники якого протягом певного часу перевіряють родину на спроможність участі в програмі, а також стежать за тим, щоб умови укладання відповідної угоди відповідали умовам програми Au Pair і законодавству країни.
Кожен учасник програми отримує спеціальну au pair, яка вважається і тимчасовим дозволом на проживання в приймаючій країні, і дозволом на роботу одночасно. Кожна приймаюча родина забезпечує au pair тимчасовою пропискою в своєму будинку на весь період перебування.
Учасник програми подає пакет документів на візу виключно з метою участі в програмі au pair, відповідно, отримує візу Au Pair (в більшості країн – віза категорії «D»). Це означає, що в країні перебування au pair знаходиться як учасник даної програми та може займатися діяльністю та на термін, які передбачені лише умовами програми Au Pair.

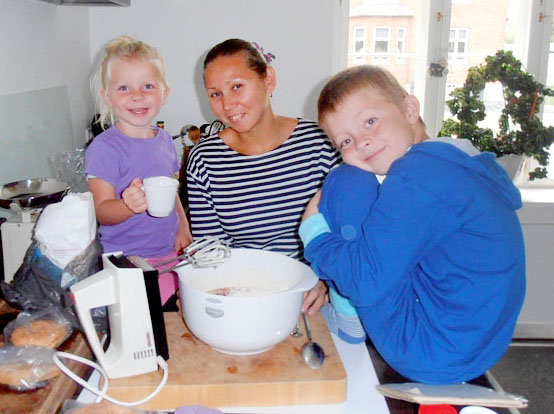
Ельвіра Шуварова, учасниця програми Au Pair у Данії від Української Au-Pair Асоціації

Вам необхідно буде особисто подавати документи. Як правило, у більшості посольств, це відбувається за попередньо призначеним записом. В посольствах деяких країн, після подачі документів, потрібно буде проходити особисту співбесіду. Усі заяви на отримання дозволу на проживання направляються до Імміграційної Служби відповідної країни для розгляду та прийняття рішення. Попередньо Вам потрібно буде зареєструвати свою заявку на порталі Імміграційної Служби відповідної країни та оплатити збір, розмір якого для відповідної візи по програмі Au Pair становить фіксовану суму, котру встановлює відомча установа країни. Даний платіж виконується онлайн з допомогою переказу з банківської карти.
В решті випадків, візовий та сервісні збори потрібно буде оплатити вже безпосередньо в день подачі у візовому центрі чи в посольстві. Що стосується сплати візового збору, то, зазвичай, його оплачує au pair. Розмір візового збору буде різний для кожної країни. В деяких випадках, як, наприклад, з національною візою по програмі Au Pair в Німеччину, Вам не потрібно буде сплачувати візовий збір. Національна віза в Німеччину, на цей час, для громадян України виготовляється безплатно.

## Обов'язкиau pair
- Догляд за дітьми, відповідальне і лагідне відношення до дітей, самостійний і активний догляд (наявність терпіння і міцних нервів)
- Au pair відвідує 2 чи 3 рази на тиждень курси іноземної мови
- Допомога в щоденному домашньому господарстві
- Години зайнятості: робочий час у кожній родині відрізняється та визначається контрактом.

Ви повинні усвідомлювати себе частиною родини. Тобто брати  участь у домашніх роботах по господарству (наприклад: готувати для дітей їжу, відводити /забирати дітей зі школи, дитячого садка або різних гуртків, ходити за покупками, навчати дітей і грати з ними, стежити за порядком, прати одяг).
У Ваші обов’язки входитиме допомога родині максимум 30 годин на тиждень (від 4 до 6 годин на день). В обов’язки au pair в жодному разі не входить важка домашня робота, робота в саду, стрижка газонів або ведення всього господарства.
- Вам повинна бути надана окрема кімната у помешканні що приймає Вас родини, яка має зачинятися на ключ задля забезпечення Вашої приватності.
- Ви маєте право мати хоча б один повний вихідний день протягом тижня. Як правило це завжди два дні ¬– субота та неділя.
- Ви маєте право на достатній час для відвідування мовних курсів та задоволення культурних та професійних інтересів, включаючи участь у релігійних заходах.
- Приймаюча Вас родина зобов’язана піклуватися про Вас у випадку хвороби або травми.
- Ви маєте право на оплачувану відпустку від 2 до 4 тижнів, в залежності від країни, протягом терміну програми.

## Обов'язки родини
- Повне утримання au pair, також у вихідні і під час відсутності родини, надання безплатного житла (окрема кімната) та харчування.
- Кишенькові гроші - 260 євро в місяць
- 50 євро в місяць на оплату мовних курсів (решту виплачує au pair)
- Оплата медичної страховки
- Оплата проїзду до школи іноземної мови, де au pair відвідує курси
- Мито за продовження візи au pair, інші витрати пов'язані з дозволом на перебування та на дозвіл на роботу, реєстрацію та інше.

## Праваau pair
- Родина повинна надавати au pair вільний час для відвідування мовної школи, як мінімум один день на тиждень, один раз на місяць це повинна бути неділя. Вихідний день вибирається за домовленістю з родиною.
- За кожний місяць, що au pair перебуває в родині надаються 2 дні відпустки, загалом 24 дні. Під час відпустки au pair отримує кишенькові гроші від родини.
- Звільнення можливе лише після попередньої розмови з агентством та приймаючою родиною, після звільнення au pair надаються 2 тижні на пошуки нової родини. Можливе безстрокове розірвання контракту з au pair у важких випадках.
- Au-pair самостійно сплачує кошти за транспорт до країни, де відбувається проєкт, і в зворотному напрямку. Також Au-pair оплачує і мовні курси.

## Важливо знати
Au pair-візу можна отримати лише в країні — батьківщині au pair.
Після приїзду необхідно виконати наступні формальності
- Прописка у відповідній установі
- Подання заяви на продовження дозволу на перебування у відповідному управлінні у справах іноземців
- Подання заяви на отримання дозволу на працю у відповідному бюро по працевлаштуванню населення.
- Можливо медичний догляд
- Через 6 місяців продовження посвідчення водія, якщо au pair користується автомобілем родини.

Дозволи на перебування і працю дійсні лише для au pair діяльності в конкретній приймаючій родині, інша діяльність заборонена.